# Tormod Kjellsen
Tormod Kjellsen était un footballeur et un gymnaste norvégien né le 25 septembre 1894 à Larvik et mort le 27 mai 1978. Il a notamment joué pour son équipe locale de Larvik Turn IF.

## Biographie

### Parcours en club
Kjellsen a joué toute sa carrière dans des clubs de la ville de Larvik. En 1912, alors qu'il joue au Fram Larvik, il accède en finale de la Coupe de Norvège avant de s'incliner 6-0 face à Stavanger IF. En 1913, il étudie l'industrie du bois tout en continuant sa carrière de footballeur avant de partir pour la Suède afin de devenir ingénieur civil. Lors de ses études en Suède, il arrête le football momentanément et, une fois diplômé, il met définitivement un terme à sa carrière professionnelle mais continue la gymnastique. Il retourne finalement à Larvik et deviendra plus tard président du Larvik Turn IF avant d'être nommé en 1960 membre d'honneur de la Fédération de Norvège de football.

### Sélection nationale
Il fait ses débuts pour l'équipe de Norvège le 11 septembre 1910 en jouant ailier gauche lors d'une défaite 4-0 face à la Suède. Kjellsen est le seul joueur de l'équipe à faire partie d'un club basé hors de la capitale. Son seul autre match pour la Norvège se déroule le 14 septembre 1913 face à la Russie à Moscou alors que les deux équipes ne sont pas parvenues à se départager, terminant sur le score de 1-1.
Kjellsen n'était âgé que de 15 ans et 351 jours lors de ses débuts internationaux. Il détint le record de plus jeune joueur de l'équipe de Norvège pendant plus d'un siècle jusqu'à ce que Martin Ødegaard ne le batte d'une centaine de jours le 27 août 2014.